# Komisariat Rządu
Komisariat Rządu – polska organizacja konspiracyjna, powstała w Wilnie w 1939. Skupiała zarówno cywilnych, jak i wojskowych. Jej szefem był Bronisław Świątnicki „Ojciec”, zaś szefem Wydziału Wojskowego – kpt. dypl. Antoni Olechnowicz „Meteor”, „Podhorecki”